# 부천석천농기고두마리
부천석천농기고두마리는 대한민국 경기도 부천시 소사구 심곡동에서 행해지는 민속놀이이다. 2016년 2월 1일 부천시의 향토문화재 제5호로 지정되었다.

## 개요
농민들이 풍년을 기원하고 서로의 노고를 위로 격려하기 위해 마을대항 농기쟁탈전과 풍물이 어우러진 마을 공동체 민속놀이이다.